# Povodí Ohře (hudební skupina)
Povodí Ohře je západočeská rocková hudební skupina založená v roce 2016.
Členy skupiny jsou zpěvák a textař Sisi, kytarista Lukáš Bouška, kytarista Franta Kvákadlo Štrébl, baskytarista Ladislav Janoušek, bubeník Jan Hrivňák. Bývalý kytarista kapely se jmenuje pan Mže.
V roce 2018 vydali první eponymní album, které bylo kritikou velmi pozitivně přijato. Album bylo nominováno na cenu Vinyla v kategorii deska roku a na cenu Apollo a také na ceny Anděl v kategoriích Rock i Alternativa a elektronika.

## Diskografie
- Povodí Ohře, 2018
- Rakovina / Vašek, 2019 – singl
- Dva trámy na kříž, 2020
- Místo odpočinku, 2023